# Central Médiacsoport Zrt.
A Central Médiacsoport Zrt. egy magyarországi médiavállalat. Mai nevén azóta működik, hogy 2014-ben Varga Zoltán vállalkozó megvásárolta a Sanoma Media Budapest Zrt.-t.

## Története

### A VNU korszaka
1992-ben a VNU holland médiavállalkozás lapkiadó vállalatot hozott létre az Ifjúsági Lap- és Könyvkiadó Vállalattal Erasmus Press Kiadói Kft. néven. A kiadó portfóliójába ekkor 14 kiadvány tartozott: Ifjúsági Magazin, Fakanál, Füles és a Füles rejtvénylap-család 11 tagja. 1993-ban az Erasmus Press Kiadói Kft. is 100%-os holland tulajdonba került. 1994-ben került a VNU tulajdonába a Figyelő Rt., amely a Figyelő, a Médiafigyelő és a TOP200 magazinok kiadásával és üzleti konferenciaszervezéssel foglalkozik. A kiadó 1995-ben új lapot jelentett meg Meglepetés címmel. 1997-ben alakult meg a Hearst Erasmus Press Kiadói Kft. (a későbbi Hearst Sanoma Budapest Kiadói Kft.), az Erasmus Press és a Hearst Magazines International amerikai kiadóvállalat vegyesvállalata. E cég kiadásában jelenik meg a Cosmopolitan magazin. Ugyanebben az évben az Erasmus Press Kft. új lapot indított Házi Praktika címmel. Ezt követték 1998-ban a Story, az  Ötlet Mozaik és az Easy PC. 1999-ben alakult meg a VNU Budapest Lapkiadó Rt., amely egyesíti az Erasmus Press Kft. és a Figyelő Rt. tevékenységeit, és így a VNU összes magyarországi érdekeltségét megjeleníti. 1999 májusában a kiadó a Füles rejtvénylap-család 10 tagját licencbe adta az IQ Press Kft.-nek.
2000-ben a VNU megvásárolta az Egyesült Kiadói Holding Kft. (VICO) céget és ezáltal a VNU Budapest Rt. Magyarország vezető lapkiadójává vált. A portfólió kiegészült az Atriummal, a Családi Lappal, a Nők Lapjával, a Nők Lapja Évszakokkal, az Otthonnal, az RTV Műsormagazinnal, a Színes RTV-vel és a Vasárnapi Hírekkel, valamint az EKH és a német Bauer Verlag közös kiadásában megjelenő Bravo, Bravo Girl, Buci Maci, Tina és Tina Extra lapokkal.
A Startlap.hu megvásárlásának köszönhetően a VNU Budapest Rt. kulcsfontosságú pozíciót szerzett a magyar internetpiacon, és még ebben az évben elindítja üzleti portálját, a FigyelőNetet. Ugyanakkor a kiadó és leányvállalata három új lapot indított,  Computer Aktív, Beau Monde és FHM címen. A Kismama magazin megvásárlásával egy új szegmenssel bővült a VNU női magazinportfóliója.

### A Sanoma korszaka
2001-ben stratégiai döntés alapján a VNU értékesítette az európai szórakoztató lapportfólióját – köztük a VNU Budapest Lapkiadó Rt.-t – a finn SanomaWSOY médiacsoportnak. Az európai magazinkiadók a SanomaWSOY újonnan alapított üzleti egységéhez, a Sanoma Magazines-hoz tartoztak. A kiadó üzleti havi magazint indított (Figyelő Trend), illetve új női portált indított a Sanoma Budapest NőkLapjaCafe néven.
2002-ben a VNU Budapest Lapkiadó Rt. neve Sanoma Budapest Kiadói Rt.-re változott. Három új lapot indított a kiadó: Wellness magazin, Best magazin és Üzlet & Siker havi magazint. Elindult a Hírstart.hu, a Startlap hírgyűjtő portálja.
A Sanoma Budapest Rt. licencbe adta az IQ Press Kft.-nek a Computer Aktív magazint és értékesítette a Vasárnapi Hírek kiadói jogát.
2003-ban a Sanoma Budapest kiadásában megjelent a National Geographic magazin első száma. Ekkor szűnt meg az együttműködés a Sanoma Budapest Kiadói Rt. és a német Bauer Verlag között, amelynek keretében addig kiadásra kerültek a Bravo, Bravo Girl, Buci Maci, Tina és Tina Extra magazinok.
2004-ben két új lapot indított a kiadó: a Maxima női hetilapot és az Exit ingyenes heti programmagazint.
2005 januárjától Szabó Györgyöt, a Sanoma Budapest vezérigazgatóját kinevezték a Sanoma Magazines International közép-európai régiójának vezérigazgatójává is. Áprilisban Sikk címmel új női hetilapot indított a médiavállalat. Októberben a cég Újmédia Divíziója új közösségi portált vezetett be a 14-29 éves fiatalok számára HotDog.hu néven, illetve megvásárolta a Profession.hu és Jobmonitor.hu állásportálokat. A kiadó Médiafigyelő című marketingkommunikációs szakmagazinja szeptembertől Marketing&Média néven új tartalommal és formátummal jelent meg. Decemberben a Sanoma Budapest 100%-os tulajdonosa lett az Exit ingyenes programmagazint kiadó Sanoma Exit Kommunikációs Kft.-nek.
2006 januárjában a Sanoma Budapest új székházba költözött: a Szépvölgyi Irodaparkban 2005-ben épült Montevideo u. 9. szám alá. 2006 márciusában a kiadó többségi tulajdonosa lett a Story tv-nek is. Májusban új kiadvánnyal bővült a Sanoma Budapest portfólió, megjelent a National Geographic Kids ismeretterjesztő gyermekmagazin első száma. Augusztusban pedig a Heló VIP! címmel új heti sztármagazint indított a médiavállalat.
Az Újmédia Divízió négy internetes terméket indított el: a Tangó.hu keresőoldalt, a Wellness Café fogyókúrás portált, a Videóplayer.hu videómegosztó oldalt és a Térkép24.hu útvonaltervező szájtot. Megalakult a médiavállalat Elektronikus Média Divíziója, amely a Sanoma Budapest többségi tulajdonában lévő kábeltelevíziós sztárcsatornát, a Story TV-t üzemeltette.
Májusban Steff József, a Sanoma Budapest gazdasági igazgatója a Szlovéniában, Szerbiában és Horvátországban működő Adria Magazines Holding vezérigazgatója lett, míg Szabó György, a Sanoma Budapest vezérigazgatója októbertől átmeneti jelleggel a Sanoma Magazines Praha ügyvezetői pozícióját is ellátta.
Szeptemberben a Sanoma Budapest kiadásában megjelent Lóránt Attila Indiánok című könyve. Ez az első National Geographic könyv, amelyet magyar szerző írt és fotózott.
2007 januárjában a Sanoma Budapest megvásárolta a PDAMania mobil eszközökkel és számítástechnikával foglalkozó online lapcsaládot és a hozzá tartozó online webshopot; márciusban pedig az Újmédia-divízió elindította új közösségi sztárportálját, a StoryOnline-t. Szintén ebben a hónapban a divízió saját blogot indított (Sanoma Újmédia Blog).
Januártól megszüntette a médiavállalat a Beau Monde magazin kiadását és nem hosszabbította meg a Magyar Vöröskereszttel a Családi Lapra vonatkozó kiadói szerződését. Ugyanakkor a Nők Lapja Évszakok havi magazin megjelenési gyakoriságát negyedévesre változtatta a médiavállalat. A Heló VIP! sztármagazin neve VIP-re változott.
Megkezdte lapterjesztői tevékenységét a MediaLog Fiege Zrt., amely cégben a Sanoma Budapest kisebbségi tulajdont szerzett.

### A Central Médiacsoport
2014-ben Varga Zoltán vállalkozó megvásárolta a Sanoma Media Budapest Zrt.-t. A Cégbíróság 2014. augusztus 31-i hatállyal Central Médiacsoport Zrt. néven jegyezte be az új online és print médiavállalatot. Ezzel végleg lezárult az egykori Sanoma Media Budapest Zrt. tulajdonosváltása.
2018. május 15-től Mészáros Kinga vette át Varga Zoltántól a Central Médiacsoport vezérigazgatói feladatait. A tulajdonos, Varga Zoltán ettől kezdve az igazgatóság elnökeként vesz részt a munkában, továbbá operatívan irányítja a Central Médiacsoport külföldi terjeszkedési stratégiájának megvalósítását.
A cég honlapja Varga Zoltánt legkésőbb 2023 januárjától a korábbi igazgatósági elnöki mellett újra vezérigazgatói pozícióban tünteti fel.

## A Sanoma korszak termékei
Sanoma Budapest Zrt. a szórakoztató magazinok, az üzleti lapok, valamint az internetes oldalak piacán volt aktív. 38 lapot felölelő portfóliójának köszönhetően Magyarország vezető lapkiadója és legnagyobb online tartalomszolgáltatóként működött.
A Sanoma Budapest Zrt. lapjaiból percenként 182 példány kerül eladásra, amelyek segítségével 25 millió embert ért el havonta (keresztolvasottsággal). Az eladott példányszámok szempontjából az első öt női heti magazin közül négy a Sanoma kiadásában jelent meg: Story, Nők Lapja, Best, Meglepetés.
A Sanoma Budapest Zrt. leányvállalatával az olvasói magazinpiacon 36%-os piaci részesedéssel rendelkezett, míg a hirdetői magazinpiacon 25%-os a részesedést ért el.

### Szórakoztató lapok
A Sanoma Budapest Zrt. kiadásában 33 különféle szórakoztató lap jelent meg.
- női heti lapokat Best, V.I.P., Maxima, Meglepetés, Nők Lapja, Story, Sikk
- női havi és időszaki magazinok: Cosmopolitan, Kismama, Kismama Különszám, Kismama Mintaszám, Kismama Gyerekek, Meglepetés Ráadás, Nők Lapja Évszakok, Nők Lapja Esküvő, Praktika, Story Különszám, Barátok Közt magazin, Wellness, Marie Claire
- férfi és népszerű természettudományos lapok: FHM, National Geographic
- gasztronómiai lapok: Fakanál, Fakanál Recepttár; Nők Lapja Konyha
- lakberendezési magazinok: Otthon, Atrium
- rejtvénylapok: Füles, Poénvadászat (ezeket a lapokat később felvásárolta az IQ Press)
- műsorújságok: Színes RTV, RTV Műsormagazin
- programmagazin: Exit

### Üzleti kiadványok és üzleti információszolgáltatás
A Sanoma Budapest négy üzleti és gazdasági kiadvány – Figyelő, Figyelő Trend, Figyelő TOP200, Üzlet&Siker, illetve egy marketingkommunikációs szaklap: Marketing&Média – kiadásán kívül heti rendszerességgel szervezett üzleti találkozókat Figyelő Konferenciák néven.

### Internet
A Sanoma Budapest Zrt. 2000-ben külön divíziót hozott létre online termékei gondozására. Az Újmédia-divízió 16 webportált és internetes szolgáltatást tulajdonosaként az egyik legnagyobb online tartalomszolgáltató volt Magyarországon. A Sanoma legsikeresebb lapja a Superbrands díjat többször is elnyert Startlap.hu, a kétezres években az egyik leglátogatottabb magyar horizontális portál. A kiadó a Startlap.hu, a 24.hu, valamint a hozzátartozó több mint 9000 Lap.hu oldal mellett többek között a legsikeresebb női portál, az NLC.hu, a leglátogatottabb üzleti és közéleti hírportál, a FigyelőNet.hu, a VEZESS.hu autós, valamint TeszVesz.hu aukciós portál tulajdonosa is volt. Az Új Média divízió portfóliója 2005 októberében a Profession.hu és a Jobmonitor.hu állásportálokkal bővült, továbbá HotDog.hu néven indította el a fiatalabb korosztályt megcélzó közösségi portálját.
A Sanoma Budapest stratégiai megállapodást kötött az SG.hu tudományos és informatikai hírmagazinnal, így 2005 májusától az SG.hu médiaértékesítését is a Sanoma végezte. A portfólió utoljára a szallas.hu, illetve a kozelben.hu oldalakkal bővült.

## A cég jelenlegi portfóliója
A cég 2023-ban 14 nyomtatott magazinnal, több, mint 20 különszámmal és bookazinnal valamint 19 internetes kiadvánnyal 5,7 millió embert ér el.

Kiadványai többek között: Nők Lapja, a National Geographic magyar kiadása, a nlc.hu, a Marie Claire női magazin magyar kiadása, a 24.hu hírportál, a Nosalty, a Vezess.hu, a Gyerekszoba és a HáziPatika is, valamint legújabb márkája, a REFRESHER, amely elsősorban a millenniumi és a Z generációt szólítja meg.